# Euloboptera shelfordi
Euloboptera shelfordi är en kackerlacksart som beskrevs av Karlis Princis 1955. Euloboptera shelfordi ingår i släktet Euloboptera och familjen småkackerlackor. Inga underarter finns listade i Catalogue of Life.